# World Grand Champions Cup féminine 2001
Navigation
1997 2005
La 3e édition de la World Grand Champions Cup de volley-ball féminin s'est déroulé au Japon du 13 au 18 novembre 2001.

## Équipes engagées
Champions continentaux :
- Russie
- États-Unis
- Brésil
- Chine.

Wild Card :
- Corée du Sud.

Nation Organisatrice :
- Japon.

## Programme

### 13-14 novembre2001
- Saitama - Saitama Super Arena

### 15-18 novembre2001
- Fukuoka - Marine Messe Fukuoka

## Classement final
| No | Équipe       | Points | Matches | Matches | Sets | Sets   | Sets  | Points | Points | Points |
| No | Équipe       | Points | gagnés  | perdus  | pour | contre | Ratio | pour   | contre | Ratio  |
| -- | ------------ | ------ | ------- | ------- | ---- | ------ | ----- | ------ | ------ | ------ |
| 1. | Chine        | 10     | 5       | 0       | 15   | 3      | 5.000 | 453    | 378    | 1.198  |
| 2. | Russie       | 8      | 3       | 2       | 11   | 8      | 1.375 | 458    | 407    | 1.125  |
| 3. | Japon        | 8      | 3       | 2       | 9    | 8      | 1.125 | 388    | 388    | 1.000  |
| 4. | Brésil       | 7      | 2       | 3       | 9    | 11     | 0.818 | 439    | 443    | 0.991  |
| 5. | États-Unis   | 6      | 1       | 4       | 8    | 13     | 0.615 | 467    | 495    | 0.943  |
| 6. | Corée du Sud | 6      | 1       | 4       | 4    | 13     | 0.308 | 315    | 409    | 0.770  |

## Podium final
| Classement         | Pays         |
| ------------------ | ------------ |
| Médaille d'or      | Chine        |
| Médaille d'argent  | Russie       |
| Médaille de bronze | Japon        |
| 4e                 | Brésil       |
| 5e                 | États-Unis   |
| 6e                 | Corée du Sud |

| Vainqueur World Grand Champions Cup féminine 2001 Chine Composition de l'équipe Jing Zhang, Kun Feng, Hao Yang, Yanan Liu, Shan Li Suhong Zhou, Ruirui Zhao, Yuehong Zhang, Jing Chen Nina Song, Zi Xiong, Hanying Lin. Entraineur: Chen Zhonghe. |

## Distinctions individuelles
- Meilleure joueuse (MVP) :  Hao Yang
- Meilleure marqueuse :  Iekaterina Gamova
- Meilleure attaquante :  Elizaveta Tichtchenko
- Meilleure serveuse :  Miyuki Takahashi
- Meilleure contreuse :  Iekaterina Gamova
- Meilleure passeuse :  Tatiana Gratcheva
- Meilleure défenseur :  Stacy Sykora
- Meilleure réceptionneuse:  Virna Cristine Dias